# Stefan Thiel
Stefan Thiel (* 15. Oktober 1997 in Frankfurt am Main) ist ein deutscher Volleyballspieler.

## Karriere
Thiel begann seine Karriere im Alter von zehn Jahren beim TuS Kriftel. 2013 ging er zum Volleyball-Internat Frankfurt. Dort wurde er vom Libero zum Zuspieler umgeschult. Mit der Junioren-Nationalmannschaft erreichte er 2015 den vierten Platz bei der U19-Europameisterschaft und qualifizierte sich damit für die Weltmeisterschaft in Mexiko, die für die deutsche Mannschaft im selben Jahr mit dem 13. Rang endete. Für diese Erfolge wurde er später als Frankfurts Nachwuchs-Sportler des Jahres ausgezeichnet. In der Saison 2015/16 war Thiel mit einem Doppelspielrecht bei den United Volleys Rhein-Main und weiterhin beim Volleyball-Internat aktiv. Die United Volleys erreichten in der Bundesliga das Playoff-Halbfinale. In der folgenden Saison spielte Thiel mit der Nachwuchsmannschaft VC Olympia Berlin in der ersten Liga. Danach wechselte er zu den Helios Grizzlys Giesen, mit denen er 2018 den Aufstieg in die Bundesliga schaffte. Thiel wurde anschließend vom Erstligisten Volleyball Bisons Bühl verpflichtet. Ab der Saison 2021/22 spielt er für den VfB Friedrichshafen.
Im Beachvolleyball absolvierte Thiel von 2012 bis 2014 mit wechselnden Partnern einige Nachwuchsturniere.